# Adrienne Barbeau
Adrienne Barbeau, född 11 juni 1945 i Sacramento, Kalifornien, är en amerikansk skådespelare och sångare.

## Biografi
I slutet av 1960-talet och under 1970-talet arbetade hon på Broadway, där hon medverkade i bland annat Grease och Det bästa lilla horhuset i Texas. Hon vann en Theater Guild Award och nominerades för en Tony Award för rollen som Rizzo i Grease. Under 1970-talet medverkade hon i flera TV-filmer och TV-serier innan hon slog igenom i sin dåvarande make John Carpenters skräckfilm Dimman 1980. Under 1980-talet fortsatte hon att medverka i skräckfilmer, flera av dem regisserade av Carpenter, och under samma tid kom hon att betraktas som en sexsymbol. Från slutet av 1980-talet medverkade hon i färre storfilmer men har fortsatt sin skådespelarkarriär både på film och TV. 1998 gav hon ut en musik-CD.

### Privatliv
Barbeau har varit gift två gånger: 1979–1984 med regissören John Carpenter och sedan 1992 med Billy Van Zandt.

## Filmografi i urval
- 1978 – Crash (TV-film)
- 1980 – Dimman
- 1981 – Flykten från New York
- 1981 – Mitt i plåten!
- 1982 – Creepshow
- 1982 – Träskmannen
- 1986 – Back to School
- 1989 – Kannibalkvinnorna i dödens Avocado-djungel
- 1990 – Two Evil Eyes
- 1993 – En buse till pappa
- 1998–2004 – The Drew Carey Show (TV-serie) (6 avsnitt)
- 2000 – The Convent
- 2004 – Ghost Rock
- 2004 – Ring of Darkness
- 2007 – Unholy
- 2012 – Argo
- 2015 – ISRA-88